# 志賀山
志賀山（しがやま）は、長野県下高井郡山ノ内町にある火山。標高2,037m。なお、国土地理院地図では「志賀山」の位置に標高2,035.7mの峰と標高2,037mの峰の2つが掲載されており、山ノ内町の案内図などでは西側の峰（標高2,035m）を「志賀山」とし東側の峰（標高2,037m）を「裏志賀山」と記載している。
志賀高原を構成する山の一つである。この山の付近に四十八池湿原と呼ばれる高層湿原があるほか、周辺には大沼池、渋池などの湖沼があり、池めぐりをすることもできる。紅葉の季節は9月下旬から10月上旬である。

## 主な登山ルート
ほたる温泉バス停（硯川）から、志賀山山頂を通り、大沼池入口（清水口）までのルート（全長12.6km）は「志賀山登山コース」として整備されている。なお、前述の裏志賀山山頂へのルートは志賀山山頂から大沼池へのルートの途中から分岐する（徒歩約5分）。

## 近隣の山
- 鉢山
- 横手山
- 寺子屋山
- 東館山